# Nižnij Ingaš
Nižnij Ingaš (in russo Нижний Ингаш?) è un insediamento di tipo urbano della Russia asiatica, situato nel Territorio di Krasnojarsk. È il centro amministrativo del distretto Nižneingašskij.
Si trova a est di Krasnojarsk; la stazione «Ingašskaja» della ferrovia Transiberiana è nel villaggio.